# Кельтика

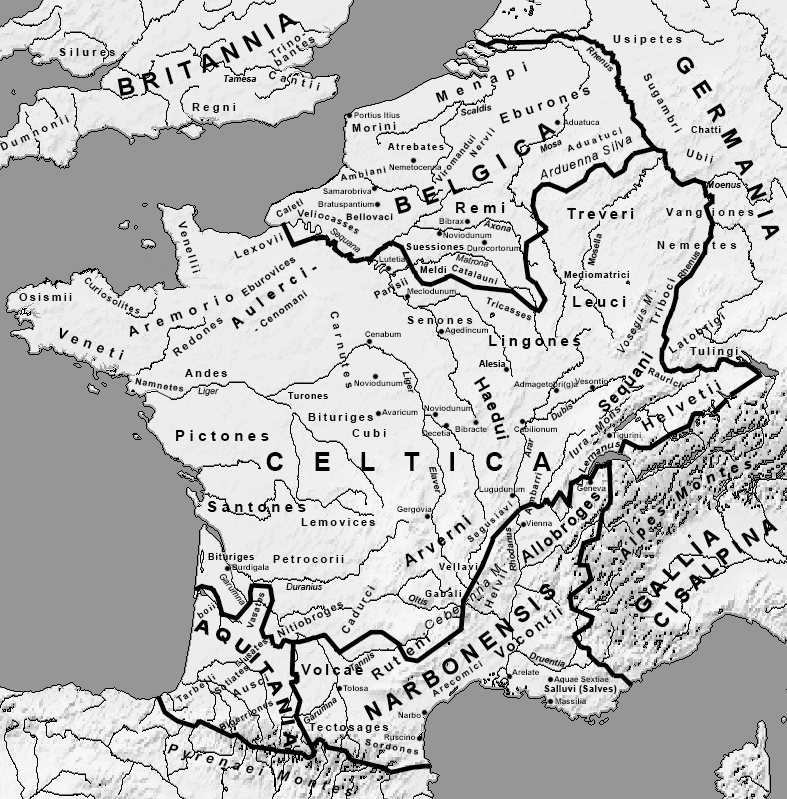
Карта Галлии в период до Римского завоевания (58 до Р.Х.).

Ке́льтика (лат. Celtica, греч. Κελτική) — исторический регион в Европе. Назван по имени кельтов, населявших его в эпоху Античности. Кельтику считали одной из составных частей Галлии. Гай Юлий Цезарь пишет в «Записках о Галльской войне, что Кельтика (или Кельтская Галлия) — одна из трёх частей Галлии, вместе с Белгикой (Бельгийской Галлией) и Аквитанией (Аквитанской Галлией):

Галлия по всей своей совокупности разделяется на три части. В одной из них живут бельги, в другой – аквитаны, в третьей – те племена, которые на их собственном языке называются кельтами, а на нашем – галлами. Все они отличаются друг от друга особым языком, учреждениями и законами. Галлов отделяет от аквитанов река Гарумна, а от бельгов – Матрона и Секвана. [...] Та часть, которую, как мы сказали, занимают галлы, начинается у реки Родана, и её границами служат река Гарумна, Океан и страна бельгов; но со стороны секванов и гельветов она примыкает также к реке Рейну. Она тянется к северу.
— Гай Юлий Цезарь. Записки о галльской войне. Кн. 1-1
Юлию Цезарю вторит Плиний Старший:

Вся Галлия известна под именем Comata и разделена на три народа, отделённых одни от других следующими реками: от Скальдиса до Секваны Белгика, от неё до Гарумны Кельтика или Лугдунская Галлия, от неё до Пиренейских гор Аквитания, ранее именовавшаяся Aremorica.— Гай Плиний Секунд. Естественная история. Кн. 4-17/4.31
А вот как пишет Страбон:

Далее по порядку идет Трансальпийская Кельтика. [...] Некоторые делили её, например, на 3 части, называя её обитателей аквитанами, бельгами и кельтами. [...] Аквитанами они называли племена, занимающие северные части Пиренеев, начиная от страны Кеммена вплоть до океана — части по эту сторону реки Гарумны; кельтами они считали племена, территория которых простирается в другом направлении до моря, что около Массалии и Нарбона, и соприкасается с некоторыми альпийскими горами; бельгами же они называли остальные племена из живущих по океанскому побережью до устьев Рена, а также некоторые племена, обитающие около Рена и Альп.— Страбон. География. Кн. IV. I-1
После присоединения Кельтики к Риму, была переименована в Лугдунскую Галлию, названную так по своей столице — городу Лугдунуму (современный Лион).